# جيروم فانيه
جيروم فانيه (بالفرنسية: Jérôme Vanier)‏ هو لاعب كرة مضرب فرنسي، ولد في 2 نوفمبر 1957 في بولون-بيانكور في فرنسا.

## وصلات خارجية
- جيروم فانيه على موقع رابطة محترفي التنس (الإنجليزية)
- جيروم فانيه على موقع الاتحاد الدولي لكرة المضرب (الإنجليزية)
- جيروم فانيه على موقع خلاصة التنس.كوم (الإنجليزية)